# Tolić (Mionica)
Tolić es un pueblo ubicado en el municipio de Mionica, distrito de Kolubara, Serbia.

## Superficie
Cuenta con una superficie de 6,517 kilómetros cuadrados.

## Demografía
Hasta 2022 la población era de 339 habitantes, con una densidad de población de 52,01 habitantes por kilómetro cuadrado.
| 745                                                             | 773 | 703 | 629 | 577 | 445 | 434 | 391 | 339 |
| (Fuente: Population statistics of Eastern Europe & former USSR) |     |     |     |     |     |     |     |     |